# Phoenicoprocta nigrivalvata
Phoenicoprocta nigrivalvata là một loài bướm đêm thuộc phân họ Arctiinae, họ Erebidae.